# 斯科普斯山

斯科普斯山與西耶路撒冷主要區域不相連，圖中藍色部分是猶太人控制及居住的地區，而綠色則是阿拉伯人居住的地區。

斯科普斯山（希伯來語：‎；阿拉伯語：‎）是耶路撒冷東北部的一座山，海拔826米。

## 歷史
在1940年代的第一次中东战争後，斯科普斯山變成一塊受聯合國保護的猶太人外飛地，四面都被約旦控制的土地包圍，直至1967年六日戰爭後才與以色列連接。現時斯科普斯山在耶路撒冷市的範圍內。
山上主要地標有希伯来大学、耶路撒冷英國軍人墳場、哈達薩醫院、尼卡諾洞穴等。

## 图集

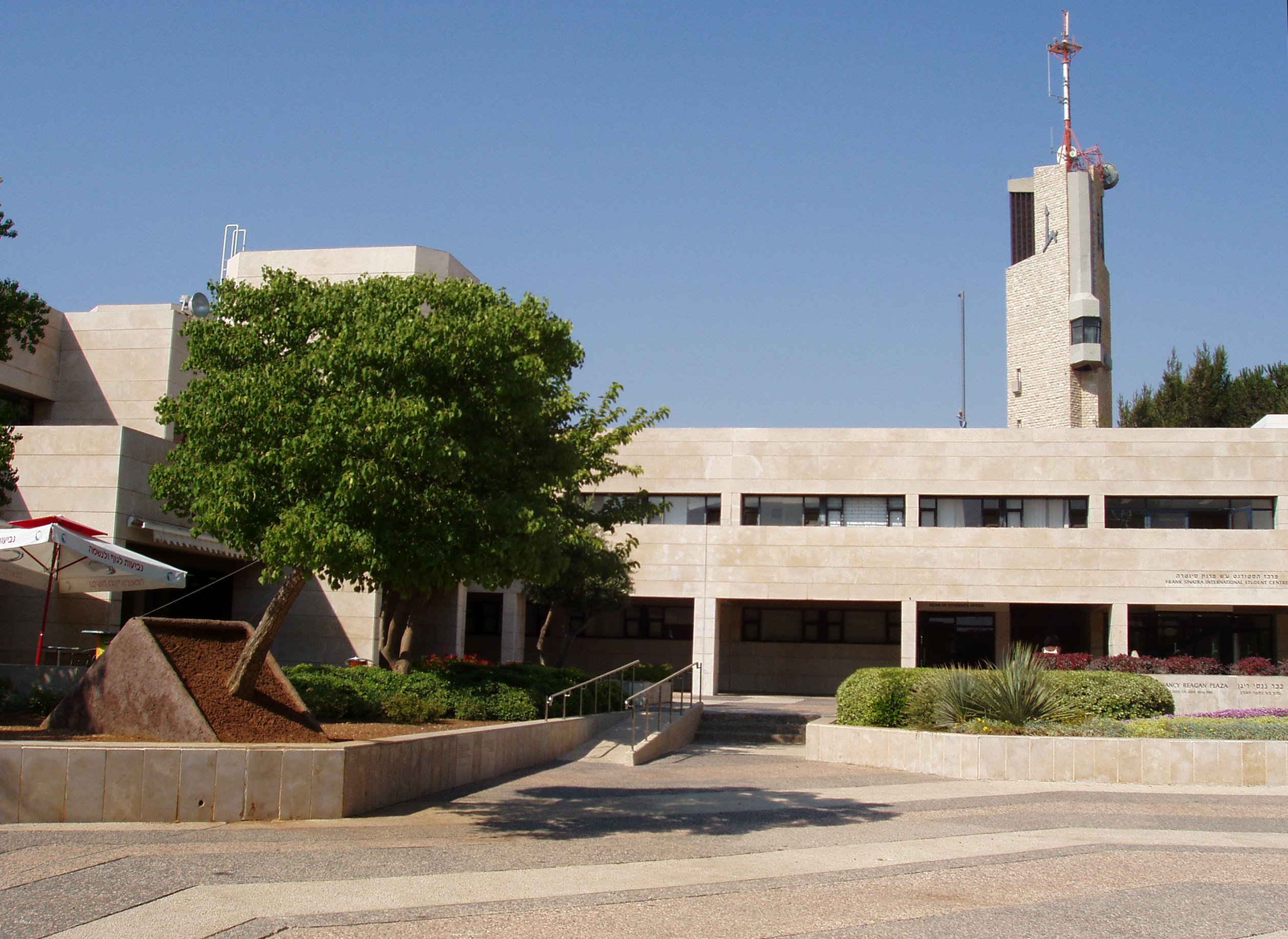
希伯来大学
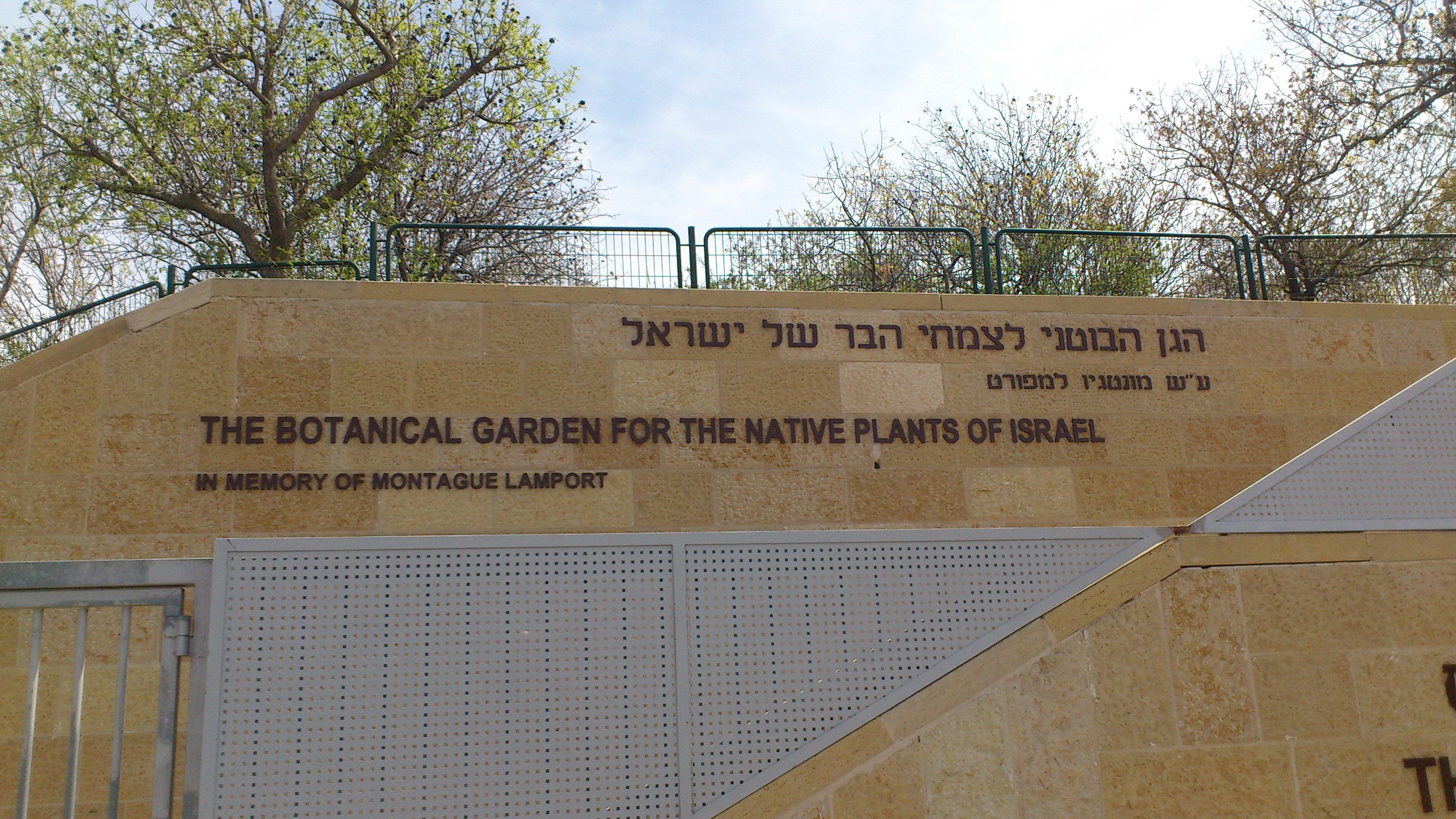
以色列国家植物园
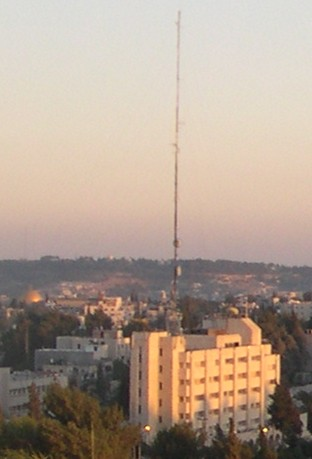
以色列警察全国总部
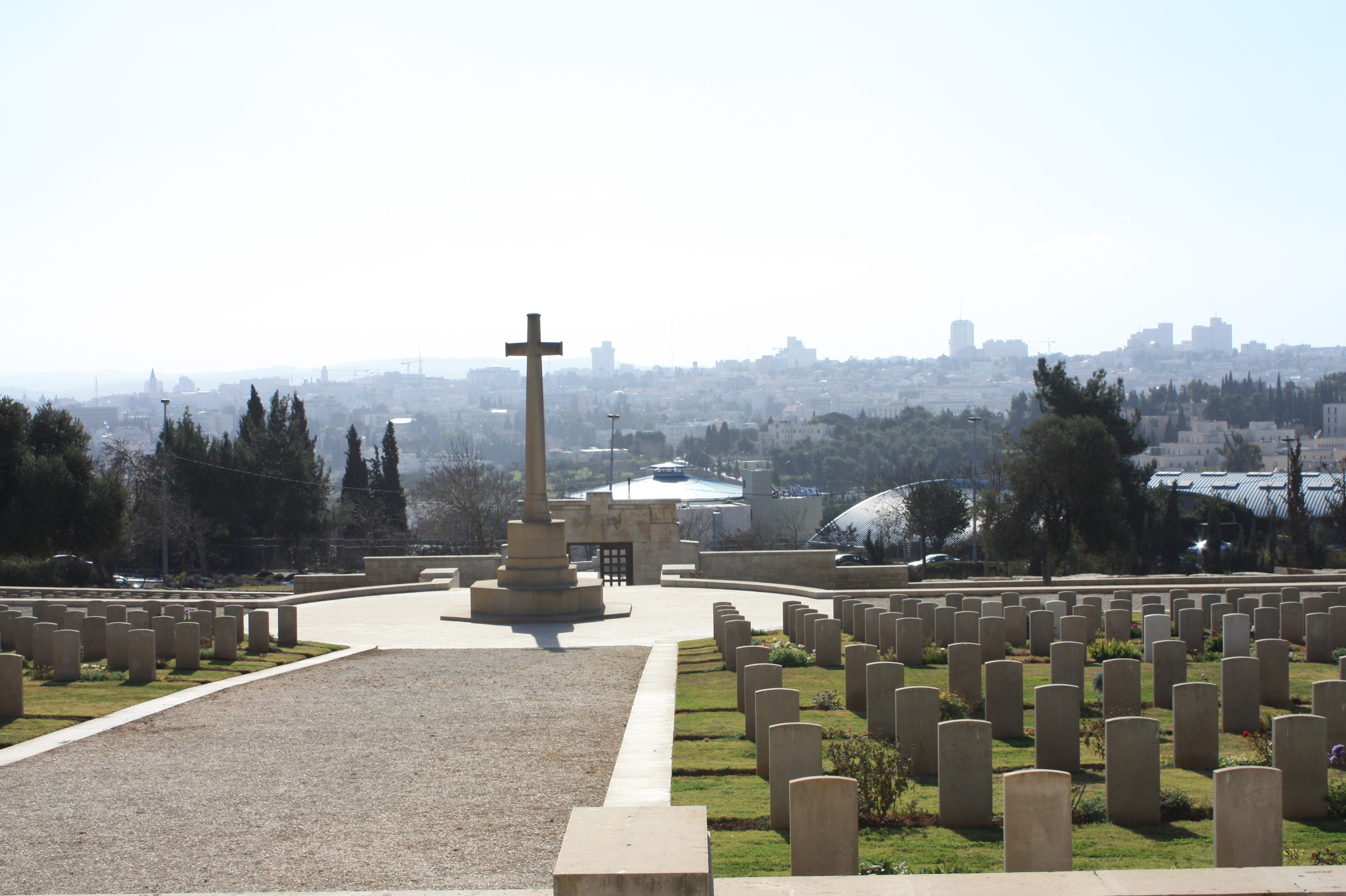
耶路撒冷英國軍人墳場
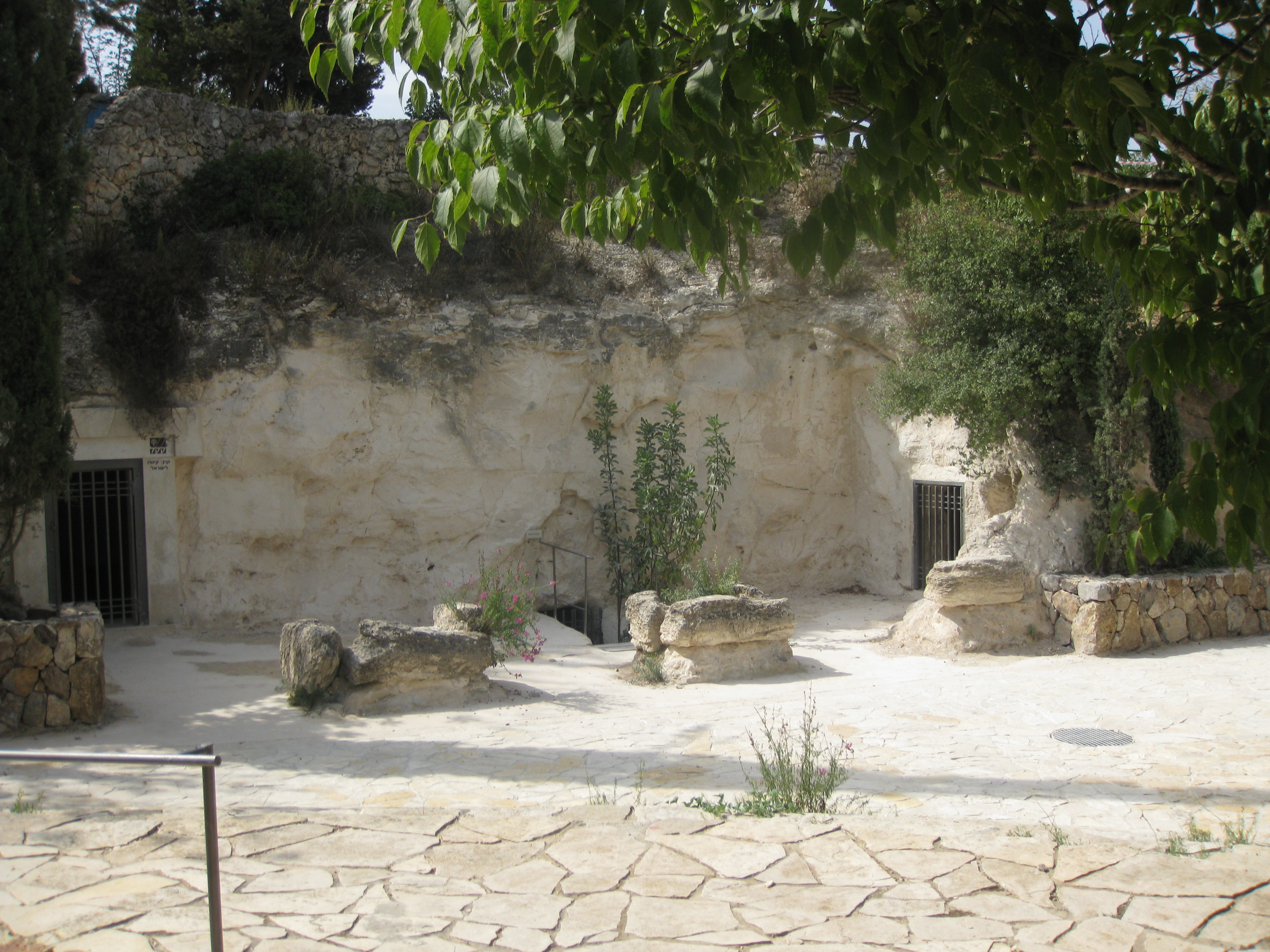
尼卡諾洞穴
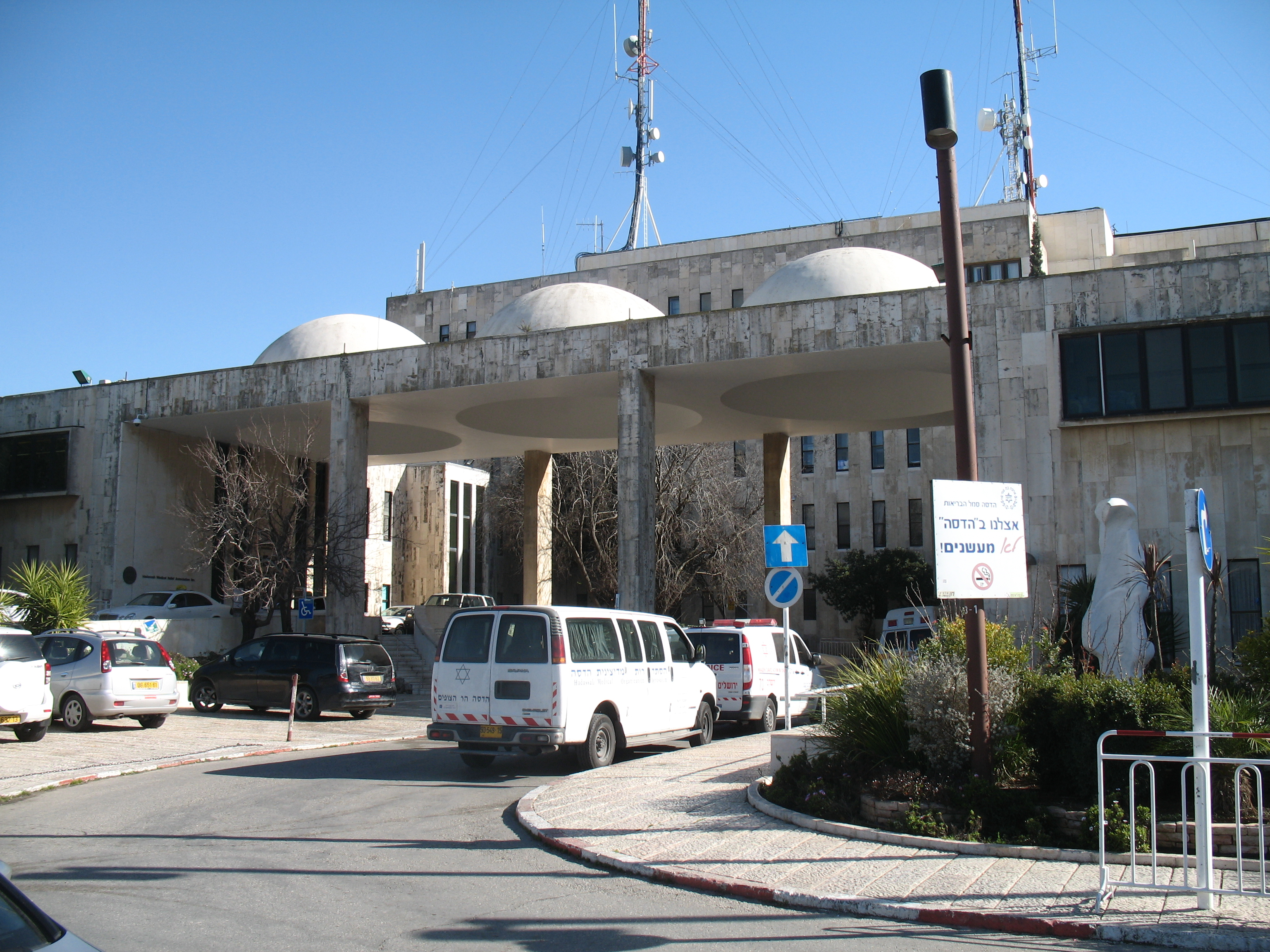
哈达萨医院
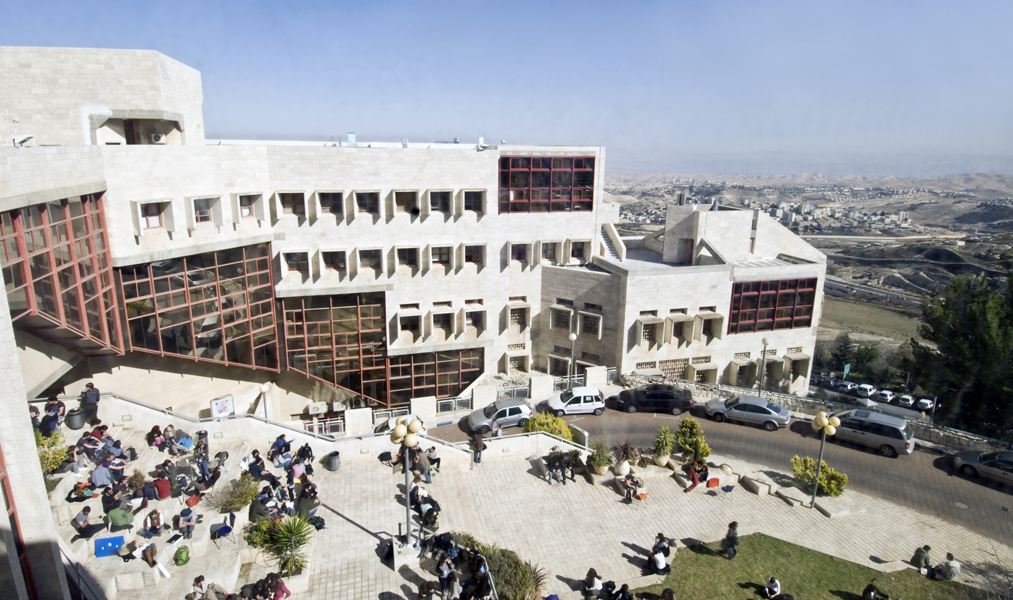
比撒列艺术设计学院 - 艺术和以色列设计的国家科学院
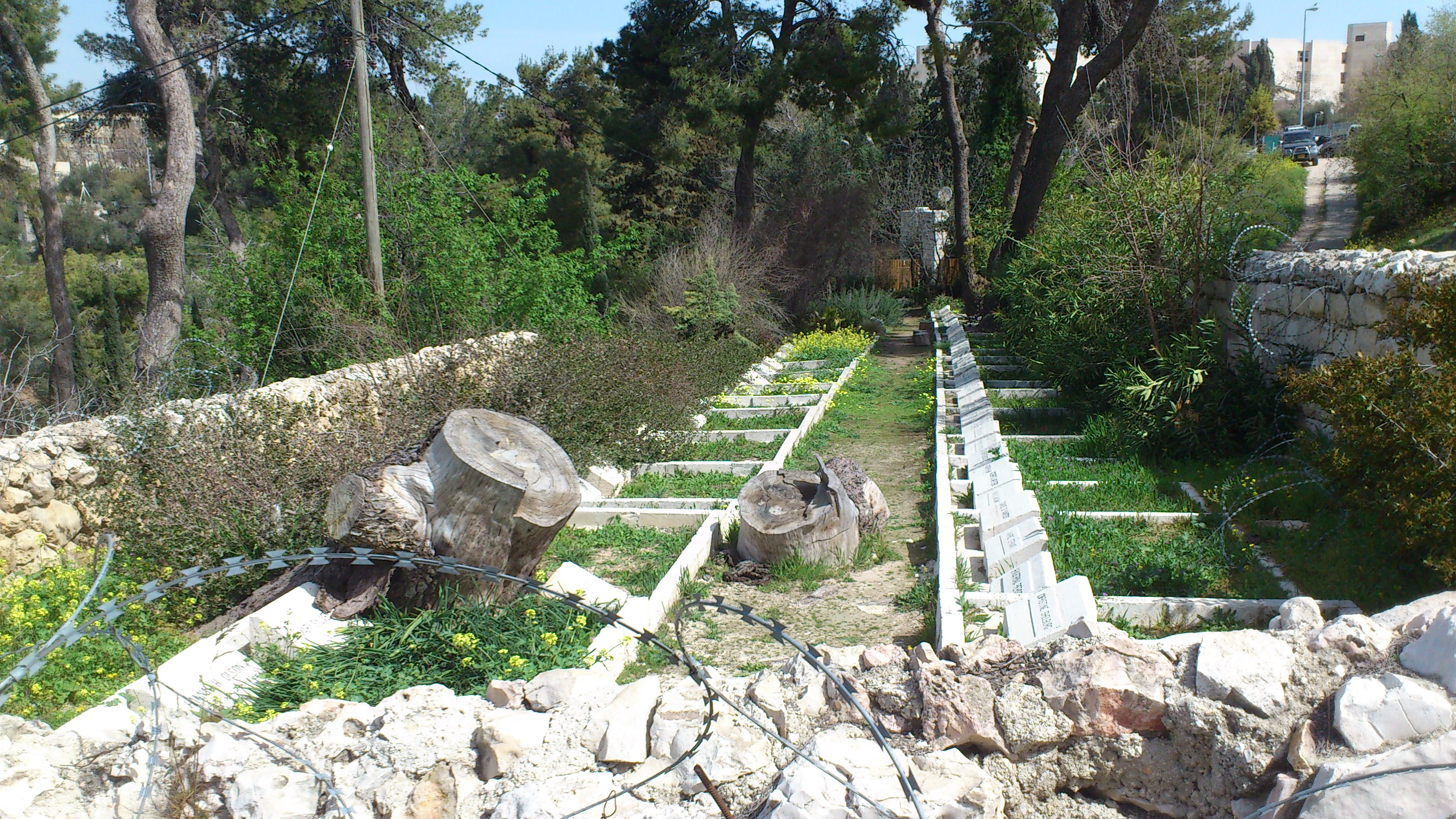
耶路撒冷的美国殖民地坟场
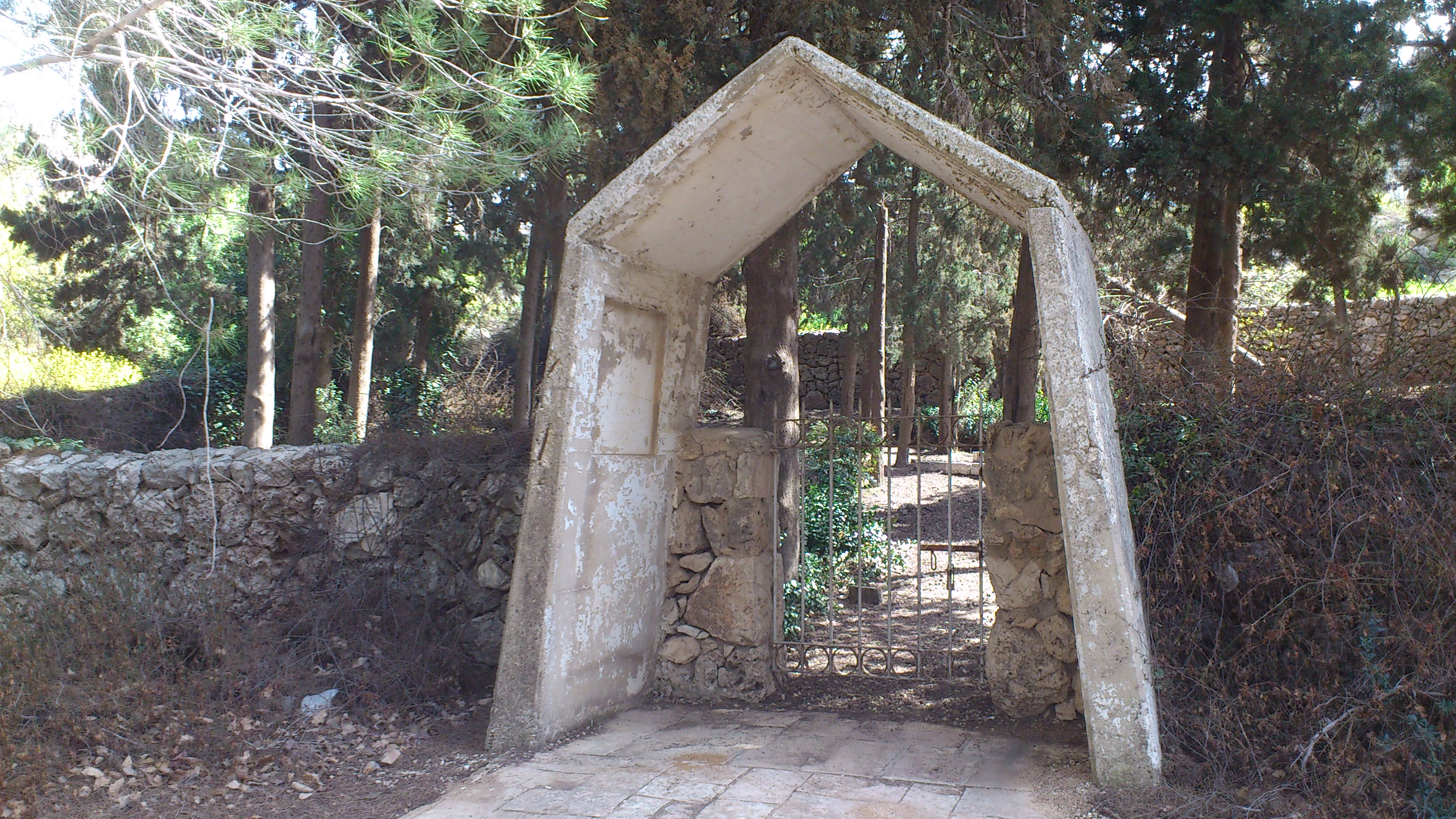
特威奇公墓

## 外部連結
- Jerusalem Photos Portal （页面存档备份，存于） - Mount Scopus